# Microrégion d'Alfenas
 (février 2025).
Si vous disposez d'ouvrages ou d'articles de référence ou si vous connaissez des sites web de qualité traitant du thème abordé ici, merci de compléter l'article en donnant les références utiles à sa vérifiabilité et en les liant à la section « Notes et références ».
La microrégion d'Alfenas est l'une des dix microrégions qui subdivisent le Sud et Sud-Ouest du Minas, dans l'État du Minas Gerais au Brésil.
Elle comporte 12 municipalités qui regroupaient 225 289 habitants en 2010 pour une superficie totale de 4 987 km2.

## Municipalités[1]
- Alfenas
- Alterosa
- Areado
- Carmo do Rio Claro
- Carvalhópolis
- Conceição da Aparecida
- Divisa Nova
- Fama
- Machado
- Paraguaçu
- Poço Fundo
- Serrania